# Port lotniczy Campeche
Port lotniczy Campeche (IATA: CPE, ICAO: MMCP) – port lotniczy położony 9 km od Campeche, w stanie Campeche, w Meksyku.

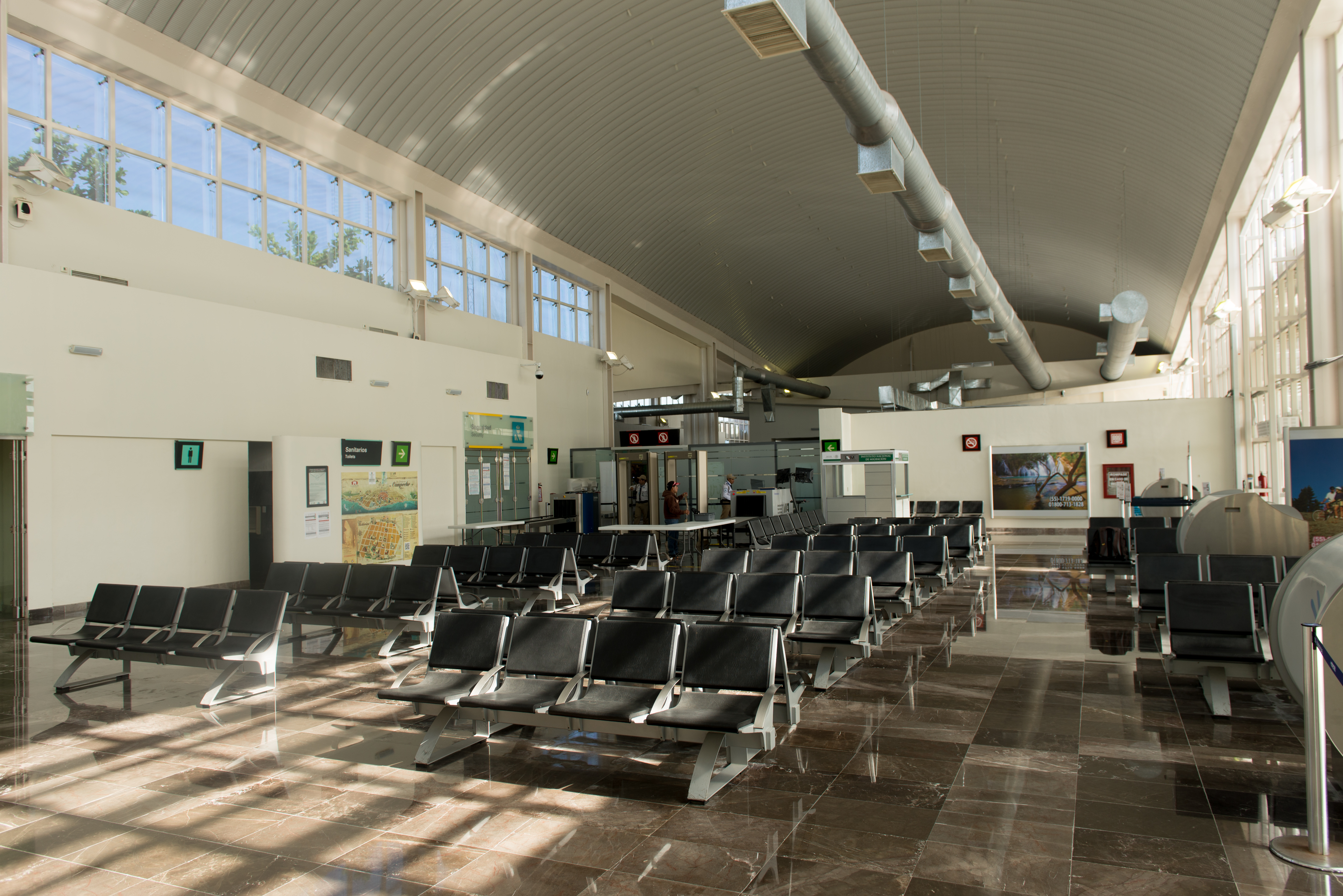
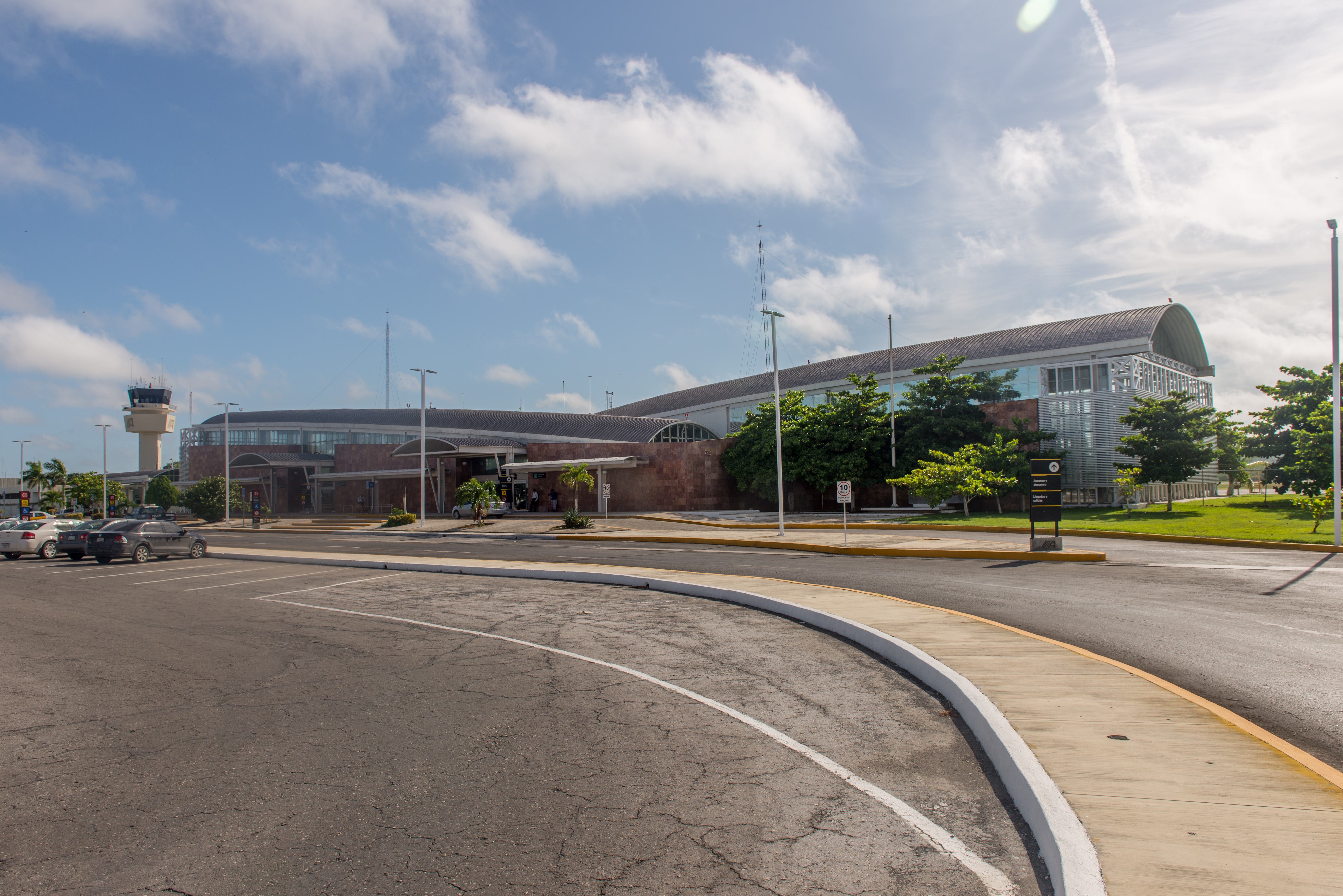
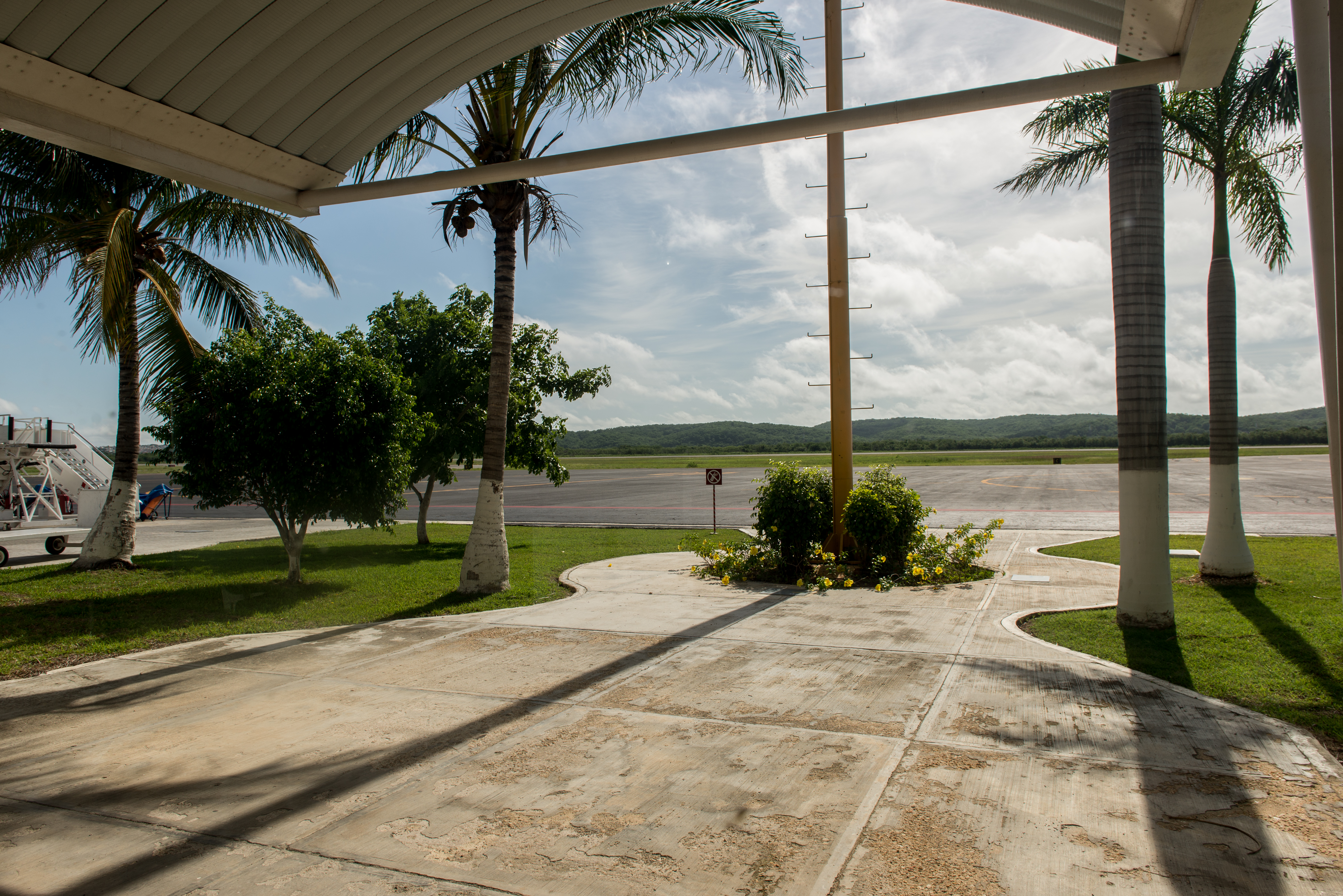
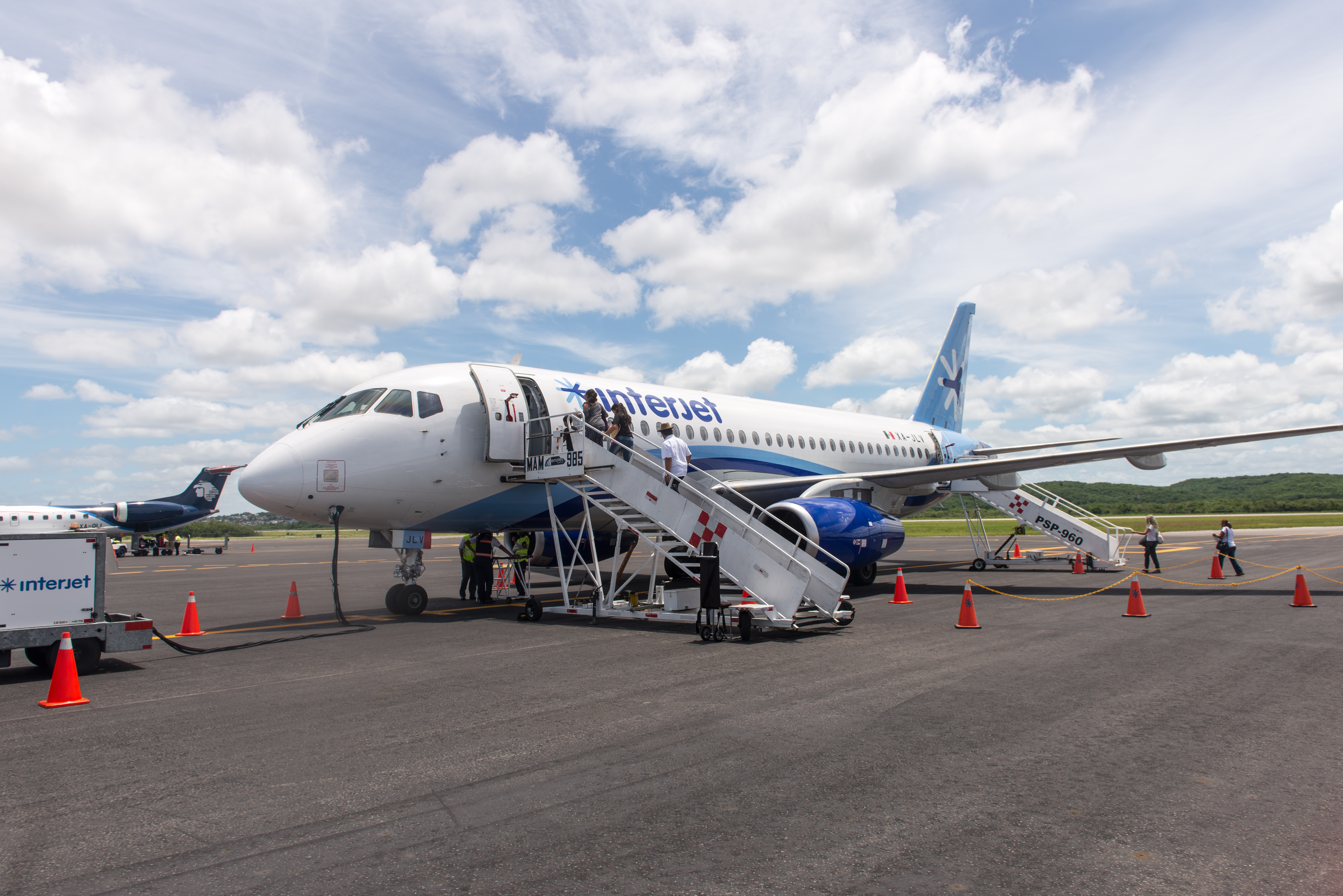
Suchoj Superjet
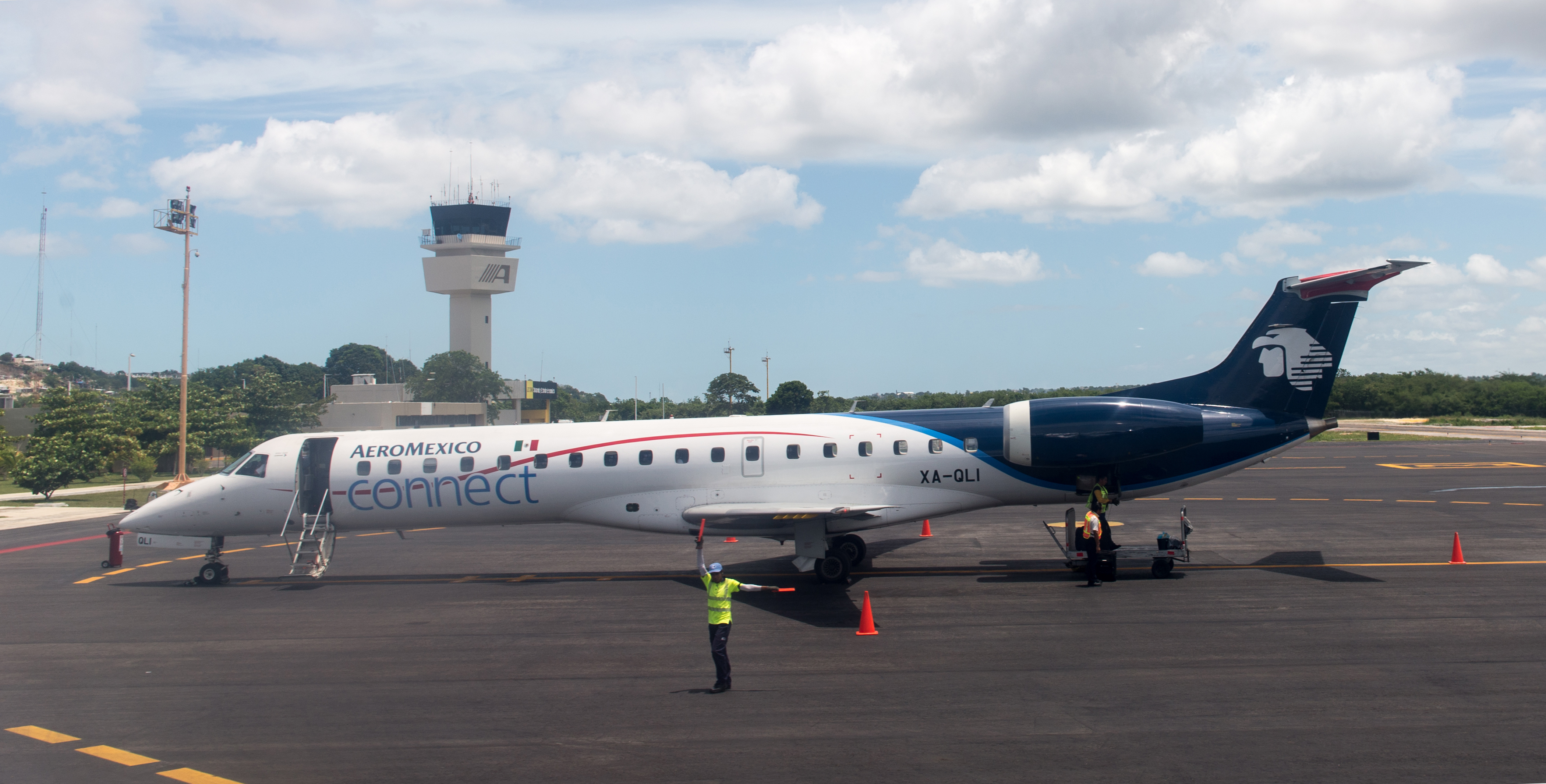
Embraer ERJ-145LU